# Xi'an Guyue
Xi'an Guyue (chinois simplifié : 西安鼓乐 ; pinyin : Xī'ān gǔyuè), ou shaanxi guyue, désigne un ensemble d'instruments à vent et de percussions de Xi'an, en Chine. Jouée depuis plus d'un millénaire, sa musique se décline en « musique de chambre » et « musique de marche ». On compte, au vingt-et-unième siècle, environ trois mille pièces écrites. En 2009, à la suite d'une décision de l'UNESCO, cet orchestre intègre la liste représentative du patrimoine culturel immatériel de l'humanité.

## Description et histoire
Xi'an, ancienne capitale de la Chine, située dans la province du Shaanxi, est le lieu de développement de cet ensemble musical, qui compte des percussions, des instruments à vent, et parfois un chœur d'hommes. Ce type de musique est joué depuis plus d'un millénaire. Le répertoire est religieux : c'est à ces occasions que sont interprétés les morceaux. Ainsi, les cérémonies funèbres et les foires dans les temples représentent-elles des moments propices au jeu de cette musique. « Musique de chambre » et « musique de marche » constituent les deux genres des productions de cet ensemble. La musique de marche, qui comprend une part chantée par un chœur, accompagnait les voyages impériaux : pendant l'époque contemporaine, elle est interprétée dans le monde rural, toujours en plein air. Parmi les tambours se trouvent de trente à cinquante membres, qui peuvent être des retraités, des paysans, des étudiants et des enseignants. La transmission de cette musique, de maître à apprenti, s'effectue à l'écrit, d'après un système de notation datant des dynasties Tang et Song. Il existe, au vingt-et-unième siècle, trois mille morceaux répertoriés, ainsi que cent-cinquante partitions qui sont encore utilisables.

### Pendant l'époque contemporaine
Dans la mesure où ce genre musical ancien est l'un des mieux documentés, il est parfois comparé à un fossile. Le Xi'an Guyue, dans la société contemporaine, perd de son succès : il intéresse surtout les touristes, les universitaires et certains religieux. Dans la banlieue de Xi'an et dans les villages voisins, on compte six ensembles musicaux. Des facteurs qui empêchent la popularisation de cette musique peuvent être le système de notation (bien que nous donnant accès à la musique chinoise ancienne), ainsi que la transmission, uniquement de maître à disciple. Certains musiciens considèrent au vingt-et-unième siècle, d'après la tradition, qu'une femme ne doit pas apprendre ce type de musique.
Pendant l'époque contemporaine, il est possible de se demander si le Xi'an Guyue sera joué pendant un deuxième millénaire.

## Intégration du patrimoine culturel immatériel
En 2009, à la suite d'une décision de l'UNESCO, cet orchestre intègre la liste représentative du patrimoine culturel immatériel de l'humanité.